# りんくうジャンクション
りんくうジャンクションは、大阪府泉佐野市にある阪神高速道路4号湾岸線、関西空港自動車道、関西国際空港連絡橋を接続するジャンクションである。関西国際空港連絡橋のりんくうICが併設されている。

## 道路
- E71 関西空港自動車道（3番）
- E71 関西国際空港連絡橋
- 阪神高速4号湾岸線(4-23)

## 接続する道路
- 国道481号
- 大阪府道29号大阪臨海線
- 大阪府道63号泉佐野岩出線

## 隣
阪神高速4号湾岸線
(4-22)泉佐野南出入口/泉佐野TB（TBは北行のみ） - (4-23)りんくうJCT
※貝塚出入口まで出られない。
E71 関西空港自動車道
(2)泉佐野IC - (3)りんくうJCT
※関空道はすべてハーフICなのでりんくうJCT経由の車両は阪和道（貝塚IC・泉南IC）まで利用できる出入口がない。
E71 関西国際空港連絡橋
(3)りんくうJCT・(4)りんくうIC - (5)関西国際空港IC

## 備考
計画当初の仮称は前島ジャンクションだった。また、りんくうタウンの埋め立てが始まる前に事業化された為、当時の地図では海上に位置していた。
りんくうタウン、りんくうゲートタワービル、りんくうプレミアムアウトレット、りんくうプレジャータウンSEACLEに関空島から立ち寄る際は、必ずりんくうICで出ること。出なかった場合、阪和自動車道貝塚インターチェンジもしくは泉南インターチェンジで出ることになり、各施設まで遠距離になるので、注意が必要である。